# Apogonalia imitatrix
Apogonalia imitatrix är en insektsart som beskrevs av Young 1977. Apogonalia imitatrix ingår i släktet Apogonalia och familjen dvärgstritar. Inga underarter finns listade i Catalogue of Life.